# Tarek Hamed
Tarek Hamed (arabisch طارق حامد, DMG Ṭāriq Ḥāmid; * 24. Oktober 1988 in Mansoura) ist ein ägyptischer Fußballspieler.

## Karriere

### Klub
Seine Karriere begann er in der Saison 2008/09 beim Tala’ea El-Gaish SC. Zur Saison 2010/11 wechselte er dann zum Smouha SC. Seit September 2014 spielt er für den al Zamalek SC. Mit diesen gewann er bislang vier Mal den ägyptischen Pokal, zwei Mal den nationalen Superpokal, einmal die nationale Meisterschaft, einmal den CAF Confederation Cup und einmal den CAF Super Cup.
Zur Spielzeit 2022/23 wechselte er nach Saudi-Arabien zu al-Ittihad. Am Ende der Saison 2022/23 feierte er mit dem Verein die saudi-arabische Meisterschaft. Anfang September 2023 verließ er den Klub schließlich, um sich dem Damac FC anzuschließen.

### Nationalmannschaft
Seinen ersten Einsatz für die ägyptische Nationalmannschaft hatte er am 7. März 2013 bei einer 1:3-Freundschaftsspielniederlage gegen Katar. Er stand hierbei in der Startelf und wurde dann zur 72. Minute für Amr Marei ausgewechselt. Nach einem weiteren Einsatz gut ein Jahr später kam er dann ab Oktober 2015 regelmäßiger in der Mannschaft zum Einsatz. Sein erstes Turnier war dann der Afrika-Cup 2017 wo er bis auf ein Spiel immer über die volle Laufzeit der Partie auf dem Platz stand. Auch bei der Weltmeisterschaft 2018 war er dabei und kam hier ebenfalls in jeder Partie zum Einsatz. Seitdem hat er sich als Stammspieler der Nationalmannschaft etabliert und kommt durchgehend zum Einsatz.

## Erfolge
Ittihad FC
- Saudi-arabischer Meister: 2022/23